# بطولة العالم للشطرنج السريع

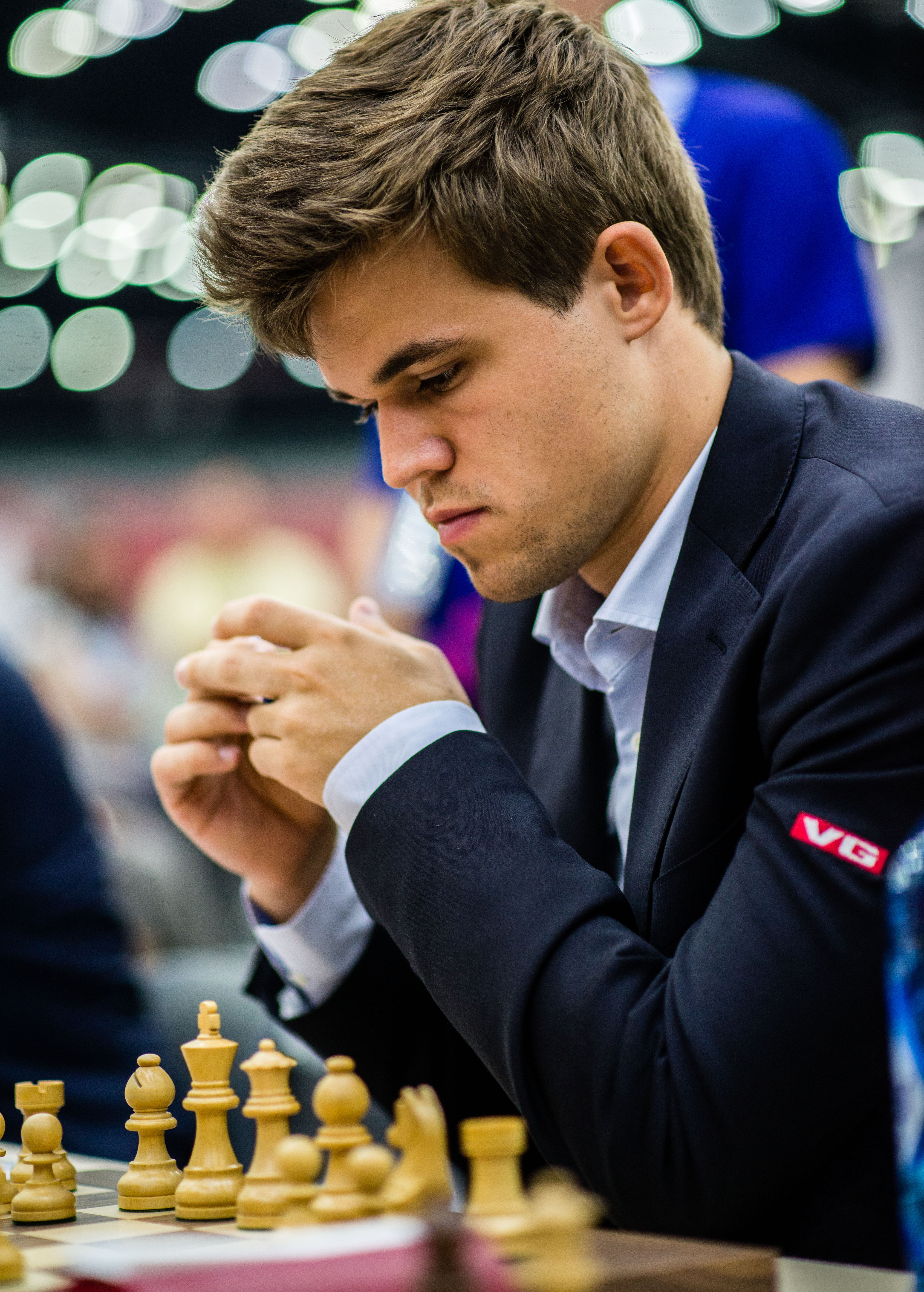
بطل العالم الحالي في الشطرنج السريع النرويجي ماغنوس كارلسن

بطولة العالم للشطرنج السريع هي بطولة شطرنج تقام لتحديد بطل العالم في الشطرنج الذي يُلعب تحت ضوابط وقت سريع. قبل عام 2012، اعترف الاتحاد الدولي للشطرنج ببطولات محدودة العدد من هذا النمط، وكانت البطولات غير المتعرف بها من قبل الاتحاد تسمي بطولةعااااااو عالم للشطرنج السريع خاصة بها. منذ 2012، أقام الاتحاد الدولي بطولة شطرنج سريع وخاطف مشتركة وأعلن عليها باسم بطولتي العالم للشطرنج السريع والخاطنااتتاااااتتتتااف. يقيم الاتحاد الدولي كذلك بطولة العالم للشطرنج السريع والخاطف النسوية. حاليا بطل العالم هو النرويجي ماغنوس كارلسون، وهامباي كونيرو من الهند هي بطلة العالم الحالية في الشطرنج السريع.

## ضوابط الوقت

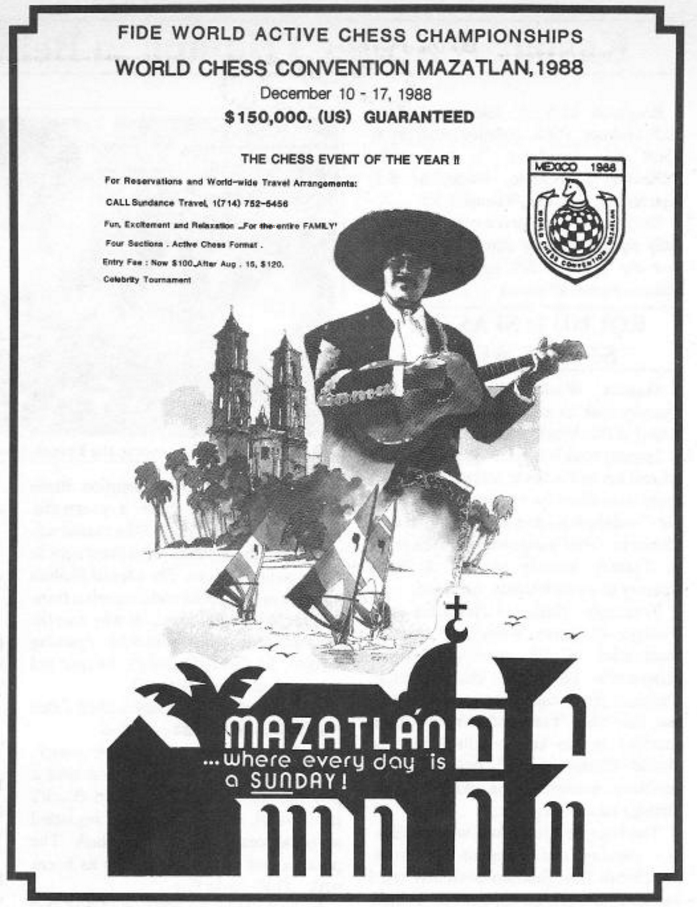
بطولة مازاتلان للشطرنج النشط 1988

ظهر مفهوم الشطرنج السريع (سمي حينها «الشطرنج النشط») سنة 1987 في مؤتمر للاتحاد الدولي في إشبيلية، إسبانيا. خلال بطولة العالم للشطرنج النشط في العام المقابل، كانت ضوابط الوقت محددة في 30 دقيقة لكل لاعب لكل مباراة. في عام 1993 وبعد انفصال الاتحاد الدولي، نظم بطل العالم غاري كاسباروف بطولة أسرع بقليل من بطولات الشطرنج النشيط وسماها «الشطرنج السريع». نظمت جمعية الشطرنج الاحترافية -وهي رد كاسباروف على الاتحاد الدولي- دورتي جائزة كبرى للشطرنج السريع قبل أن تتفكك سنة 1996. تحت ضوابط الشطرنج السريع لكل لاعب 25 دقيقة مع 10 ثواني إضافية بعد كل نقلة. أعاد الاتحاد الدولي استخدام نظام ضبط الوقت هذا ولقب الشطرنج السريع في طولة الاتحاد الدولي للشطرنج السريع 2003، المقامة في كاب داغد بفرنسا. خلال كأس العالم للشطرنج 2013 استخدمت ضوابط اوقت هذه كذلك في مراحل كسر التعادل.
في 2012، افتتح الاتحاد الدولي للشطرنج بطولتي العالم للشطرنج السريع والخاطف. ضوابط الوقت الحالية لبطولة الشطرنج السريع هي 15 دقيقة لكل لاعب مع 10 ثواني إضافية.

## بطولات العالم في الشطرنج السريع (منذ 2012)

### المفتوحة
| العام | المدينة المستضيفة | البطل                   | الوصيف                  | المركز الثالث          |
| ----- | ----------------- | ----------------------- | ----------------------- | ---------------------- |
| 2012  | أستانا            | سيرغي كارياكن (RUS)     | ماغنوس كارلسن (NOR)     | فيسيلين توبالوف (BUL)  |
| 2013  | خانتي-مانسييسك    | شخريار ماميدياروف (AZE) | إيان نيبومنياتشي (RUS)  | أليكساندر غريشك (RUS)  |
| 2014  | دبي               | ماغنوس كارلسن (NOR)     | فابيانو كاروانا (ITA)   | فيشفاناثان أناند (IND) |
| 2015  | برلين             | ماغنوس كارلسن (NOR)     | إيان نيبومنياتشي (RUS)  | تيمور رجبوف (AZE)      |
| 2016  | الدوحة            | فاسيلي إيفانتشوك (UKR)  | أليكساندر غريشك (RUS)   | ماغنوس كارلسن (NOR)    |
| 2017  | الرياض            | فيشفاناثان أناند (IND)  | فلاديمير فيدوسييف (RUS) | إيان نيبومنياتشي (RUS) |
| 2018  | سانت بطرسبرغ      | دانييل دوبوف (RUS)      | شخريار ماميدياروف (AZE) | هيكارو ناكامورا (USA)  |
| 2019  | موسكو             | ماغنوس كارلسن (NOR)     | علی رضا فیروزجا (FIDE)* | هيكارو ناكامورا (USA)  |

- نافس علی رضا فیروزجا تحت علم الاتحاد الدولي للشطرنج في هذه البطولة بعد أن سحبت الإتحادية الإيرانية جميع اللاعبين الإيرانيين لكي لا يواجهوا اللاعبين الإسرائليين.[8]

### النساء
| العام | المدينة المستضيفة | البطلة                    | الوصيفة                       | المركز الثالث              |
| ----- | ----------------- | ------------------------- | ----------------------------- | -------------------------- |
| 2012  | باطوم             | أنتوانيتا ستيفانوفا (BUL) | ألكسندرا كوستنيوك (RUS)       | هامباي كونيرو (IND)        |
| 2013  | لم تُقم            | لم تُقم                    | لم تُقم                        | لم تُقم                     |
| 2014  | خانتي-مانسييسك    | كاترينا لاغنو (UKR)       | ألكسندرا كوستنيوك (RUS)       | أولغا غيريا (RUS)          |
| 2015  | لم تُقَمْ            | لم تُقَمْ                    | لم تُقَمْ                        | لم تُقَمْ                     |
| 2016  | الدوحة            | آنا موزيتشوك (UKR)        | ألكسندرا كوستنيوك (RUS)       | نانا دزاغنيدزه (GEO)       |
| 2017  | الرياض            | جو وينجون (CHN)           | لي تينجي (CHN)                | إليزابيت بيتس (GER)        |
| 2018  | سانت بطرسبرغ      | جو وينجون (CHN)           | سارا سادات خادم‌ الشریعة (IRN) | ألكساندرا غورياكشينا (RUS) |
| 2019  | موسكو             | هامباي كونيرو (IND)       | لي تينجي (CHN)                | إكاترينا أتاليك (TUR)      |